# Colle di Sampeyre
Il Colle di Sampeyre (2.284 m) è un valico alpino delle Alpi Cozie,  italiane, in Piemonte, che collega la Valle Varaita con la Valle Maira, entrambe in provincia di Cuneo.

## Descrizione
Il passo, che fa parte dei pochi valichi stradali delle Alpi Cozie al di sopra dei 2.000 m s.l.m., fa parte della Strada dei Cannoni, percorso di 26 km realizzato intorno al 1740 dall'esercito piemontese per collegare la Valle Stura di Demonte alla Valle Varaita attraverso la Valle Maira, con pendenze dal 20% al 40%.